# Clemente Althaus
Clemente Althaus Flores (Lima, 4 ottobre 1835 – Parigi, 2 luglio 1881) è stato un poeta peruviano.
Ebbe uno stile oscillante tra l'accademico e il romantico.

## Ascendenza
|                                                     |                                                 |                                                       | Genitori                                                     |  |  | Nonni |  |  | Bisnonni |  |  | Trisnonni |  |
|                                                     |                                                 |                                                       |                                                              |  |  |       |  |  | …        |  |  | …         |  |
|                                                     |                                                 |                                                       |                                                              |  |  |       |  |  | …        |  |  | …         |  |
|                                                     |                                                 | …                                                     |                                                              |  |  |       |  |  | …        |  |  |           |  |
| 4. Clemens August de Althaus von Kass               |                                                 |                                                       |                                                              |  |  |       |  |  | …        |  |  |           |  |
|                                                     |                                                 | …                                                     | …                                                            |  |  |       |  |  |          |  |  |           |  |
|                                                     |                                                 | …                                                     | …                                                            |  |  |       |  |  |          |  |  |           |  |
|                                                     |                                                 | …                                                     | …                                                            |  |  |       |  |  |          |  |  |           |  |
| 2. Clemens Anton Althaus von Hessen-Philippsthal    |                                                 | …                                                     |                                                              |  |  |       |  |  |          |  |  |           |  |
|                                                     |                                                 | 10. Wilhelm von Hessen-Philippsthal                   | 20. Karl I von Hessen-Philippsthal                           |  |  |       |  |  |          |  |  |           |  |
|                                                     |                                                 | 10. Wilhelm von Hessen-Philippsthal                   | 20. Karl I von Hessen-Philippsthal                           |  |  |       |  |  |          |  |  |           |  |
|                                                     |                                                 | 10. Wilhelm von Hessen-Philippsthal                   | 21. Katharine Christine von Sachsen-Eisenach                 |  |  |       |  |  |          |  |  |           |  |
| 5. Juliane von Hessen-Philippsthal                  |                                                 | 10. Wilhelm von Hessen-Philippsthal                   |                                                              |  |  |       |  |  |          |  |  |           |  |
|                                                     |                                                 | 11. Ulrike Eleonore von Hessen-Philippsthal-Barchfeld | 22. Wilhelm von Hessen-Philippsthal-Barchfeld                |  |  |       |  |  |          |  |  |           |  |
|                                                     |                                                 | 11. Ulrike Eleonore von Hessen-Philippsthal-Barchfeld | 22. Wilhelm von Hessen-Philippsthal-Barchfeld                |  |  |       |  |  |          |  |  |           |  |
|                                                     |                                                 | 11. Ulrike Eleonore von Hessen-Philippsthal-Barchfeld | 23. Charlotte Wilhelmine von Anhalt-Bernburg-Schaumburg-Hoym |  |  |       |  |  |          |  |  |           |  |
| 1. Francisco Clemente de Althaus y Flores del Campo |                                                 | 11. Ulrike Eleonore von Hessen-Philippsthal-Barchfeld |                                                              |  |  |       |  |  |          |  |  |           |  |
|                                                     | 12. Juan Lucas Antonio Nicolás Flores del Campo | 24. Juan Lucas Flores de la Cueva                     |                                                              |  |  |       |  |  |          |  |  |           |  |
|                                                     | 12. Juan Lucas Antonio Nicolás Flores del Campo | 24. Juan Lucas Flores de la Cueva                     |                                                              |  |  |       |  |  |          |  |  |           |  |
|                                                     | 12. Juan Lucas Antonio Nicolás Flores del Campo | 25. Maria Gertrudis del Campo y Corrales              |                                                              |  |  |       |  |  |          |  |  |           |  |
| 6. Manuel Joseph Gervasio Flores del Campo y Pérez  | 12. Juan Lucas Antonio Nicolás Flores del Campo |                                                       |                                                              |  |  |       |  |  |          |  |  |           |  |
|                                                     |                                                 | 13. Manuela Josefa Pérez y López Romero               | 26. Pedro Jacobo Pérez y Boquillones                         |  |  |       |  |  |          |  |  |           |  |
|                                                     |                                                 | 13. Manuela Josefa Pérez y López Romero               | 26. Pedro Jacobo Pérez y Boquillones                         |  |  |       |  |  |          |  |  |           |  |
|                                                     |                                                 | 13. Manuela Josefa Pérez y López Romero               | 27. Maria López Romero y Espinoza de los Monteros            |  |  |       |  |  |          |  |  |           |  |
| 3. María Manuela Flores del Campo y Tristán         |                                                 | 13. Manuela Josefa Pérez y López Romero               |                                                              |  |  |       |  |  |          |  |  |           |  |
|                                                     |                                                 | 14. José Joaquín de Tristán del Pozo y Carassa        | 28. Domingo Carlos Tristan del Pozo                          |  |  |       |  |  |          |  |  |           |  |
|                                                     |                                                 | 14. José Joaquín de Tristán del Pozo y Carassa        | 28. Domingo Carlos Tristan del Pozo                          |  |  |       |  |  |          |  |  |           |  |
|                                                     |                                                 | 14. José Joaquín de Tristán del Pozo y Carassa        | 29. Ana María Carassa y Múzquiz de Azcona                    |  |  |       |  |  |          |  |  |           |  |
| 7. Petronila de Tristán y Moscoso                   |                                                 | 14. José Joaquín de Tristán del Pozo y Carassa        |                                                              |  |  |       |  |  |          |  |  |           |  |
|                                                     |                                                 | 15. María Mercedes Moscoso y Pérez Oblitas            | 30. Gaspar Joseph Moscoso y Zegarra                          |  |  |       |  |  |          |  |  |           |  |
|                                                     |                                                 | 15. María Mercedes Moscoso y Pérez Oblitas            | 30. Gaspar Joseph Moscoso y Zegarra                          |  |  |       |  |  |          |  |  |           |  |
|                                                     |                                                 | 15. María Mercedes Moscoso y Pérez Oblitas            | 31. Petronila Pérez y Oblitas                                |  |  |       |  |  |          |  |  |           |  |
|                                                     |                                                 | 15. María Mercedes Moscoso y Pérez Oblitas            |                                                              |  |  |       |  |  |          |  |  |           |  |

## Opere
- Poesías patrióticas y religiosas (Parigi, 1862)
- Poesías varias (Parigi, 1863)
- Obras poéticas. (1852-1871) (Lima, 1872)